# Newton Heath F.C. mùa bóng 1893–94
Mùa giải 1893–94 là mùa giải thứ hai của Newton Heath trong Liên đoàn bóng đá. Đội bóng kết thúc ở vị trí cuối cùng trong giải Hạng nhất ở mùa giải thứ hai liên tiếp. Có nghĩa là Đội bóng phải đối mặt với một trận đấu thử nghiệm chống lại Liverpool để tranh suất trụ lại giải đấu này. Trên sân Ewood Park của Blackburn, Đội bóng đã để thua với tỷ số 2-0 và bị xuống chơi tại giải Hạng hai. Giải FA Cup, Newton Heath đã vào vòng hai trước khi bị loại bởi Blackburn Rovers, thua 5-1 trong trận đấu lặp lại.
Câu lạc bộ cũng tham gia tại giải Lancashire Senior Cup và Manchester Senior Cup trong mùa giải 1893-1894, nhưng đã bị loại ở vòng đầu tiên của cả hai cuộc thi. Trong nửa sau của mùa giải, Newton Heath cũng thi đấu tại Palatine League trong một nỗ lực để có thêm nhiều trận đấu trải nghiệm. Tuy nhiên, sự trải nghiệm đã không thành công vì Đội bóng đã để thua bốn trong tám trận đấu ở giải đấu này.

## Giải Hạng nhất Anh (Football League First Division)
| Thời gian            | Đối thủ                 | H/A | Tỷ số Bt-Bb | Cầu thủ ghi bàn                        | Số lượng khán giả |
| -------------------- | ----------------------- | --- | ----------- | -------------------------------------- | ----------------- |
| 2 tháng 9 năm 1893   | Burnley                 | H   | 3 – 2       | Farman (3)                             | 10,000            |
| 9 tháng 9 năm 1893   | West Bromwich Albion    | A   | 1 – 3       | Donaldson                              | 4,500             |
| 16 tháng 9 năm 1893  | Sheffield Wednesday     | A   | 1 – 0       | Farman                                 | 7,000             |
| 23 tháng 9 năm 1893  | Nottingham Forest       | H   | 1 – 1       | Donaldson                              | 10,000            |
| 30 tháng 9 năm 1893  | Darwen                  | A   | 0 – 1       |                                        | 4,000             |
| 7 tháng 10 năm 1893  | Derby County            | A   | 0 – 2       |                                        | 7,000             |
| 14 tháng 10 năm 1893 | West Bromwich Albion    | H   | 4 – 1       | Peden (2), Donaldson, Erentz           | 8,000             |
| 21 tháng 10 năm 1893 | Burnley                 | A   | 1 – 4       | Hood                                   | 7,000             |
| 28 tháng 10 năm 1893 | Wolverhampton Wanderers | H   | 0 – 2       |                                        | 4,000             |
| 4 tháng 11 năm 1893  | Darwen                  | H   | 0 – 1       |                                        | 8,000             |
| 11 tháng 11 năm 1893 | Wolverhampton Wanderers | H   | 1 – 0       | Davidson                               | 5,000             |
| 25 tháng 11 năm 1893 | Sheffield United        | A   | 1 – 3       | Fitzsimmons                            | 2,000             |
| 2 tháng 12 năm 1893  | Everton                 | H   | 0 – 3       |                                        | 6,000             |
| 6 tháng 12 năm 1893  | Sunderland              | A   | 1 – 4       | Campbell                               | 5,000             |
| 9 tháng 12 năm 1893  | Bolton Wanderers        | A   | 0 – 2       |                                        | 5,000             |
| 16 tháng 12 năm 1893 | Aston Villa             | H   | 1 – 3       | Peden                                  | 8,000             |
| 23 tháng 12 năm 1893 | Preston North End       | A   | 0 – 2       |                                        | 5,000             |
| 6 tháng 1, 1894      | Everton                 | A   | 0 – 2       |                                        | 8,000             |
| 13 tháng 1, 1894     | Sheffield Wednesday     | H   | 1 – 2       | Peden                                  | 9,000             |
| 3 tháng 2 năm 1894   | Aston Villa             | A   | 1 – 5       | Mathieson                              | 5,000             |
| 3 tháng 3 năm 1894   | Sunderland              | H   | 2 – 4       | McNaught, Peden                        | 10,000            |
| 10 tháng 3 năm 1894  | Sheffield United        | H   | 0 – 2       |                                        | 5,000             |
| 12 tháng 3 năm 1894  | Blackburn Rovers        | H   | 5 – 1       | Donaldson (3), Clarkin, Farman         | 5,000             |
| 17 tháng 3 năm 1894  | Derby County            | H   | 2 – 6       | Clarkin                                | 7,000             |
| 23 tháng 3 năm 1894  | Stoke City              | H   | 6 – 2       | Farman (2), Peden (2), Clarkin, Erentz | 8,000             |
| 24 tháng 3 năm 1894  | Bolton Wanderers        | H   | 2 – 2       | Donaldson, Farman                      | 10,000            |
| 26 tháng 3 năm 1894  | Blackburn Rovers        | A   | 0 – 4       |                                        | 5,000             |
| 31 tháng 3 năm 1894  | Stoke City              | A   | 1 – 3       | Clarkin                                | 4,000             |
| 7 tháng 4 năm 1894   | Nottingham Forest       | A   | 0 – 2       |                                        | 4,000             |
| 14 tháng 4 năm 1894  | Preston North End       | H   | 1 – 3       | Mathieson                              | 4,000             |

| #  | Câu lạc bộ        | Tr | T  | H | B  | Bt | Bb | Hs  | Điểm |
| -- | ----------------- | -- | -- | - | -- | -- | -- | --- | ---- |
| 14 | Preston North End | 30 | 10 | 3 | 17 | 44 | 56 | -12 | 23   |
| 15 | Darwen            | 30 | 7  | 5 | 18 | 37 | 83 | -46 | 19   |
| 16 | Newton Heath      | 30 | 6  | 2 | 22 | 36 | 72 | -36 | 14   |

### Trận đấu thử nghiệm
| Thời gian           | Đối thủ   | H/A/N | Tỷ số Bt-Bb | Cầu thủ ghi bàn | Số lượng khán giả |
| ------------------- | --------- | ----- | ----------- | --------------- | ----------------- |
| 28 tháng 4 năm 1894 | Liverpool | N     | 0 – 2       |                 | 3,000             |

## FA Cup
| Thời gian           | Vòng đấu         | Đối thủ          | H/A | Tỷ số Bt-Bb | Cầu thủ ghi bàn              | Số lượng khán giả |
| ------------------- | ---------------- | ---------------- | --- | ----------- | ---------------------------- | ----------------- |
| 27 tháng 1, 1894    | Vòng 1           | Middlesbrough    | H   | 4 – 0       | Donaldson (2), Farman, Peden | 5,000             |
| 10 tháng 2 năm 1894 | Vòng 2           | Blackburn Rovers | H   | 0 – 0       |                              | 18,000            |
| 17 tháng 2 năm 1894 | Vòng 2 (lặp lại) | Blackburn Rovers | A   | 1 – 5       | Donaldson                    | 5,000             |

## Lancashire Senior Cup
| Thời gian        | Vòng đấu | Đối thủ | H/A | Tỷ số Bt-Bb | Cầu thủ ghi bàn | Số lượng khán giả |
| ---------------- | -------- | ------- | --- | ----------- | --------------- | ----------------- |
| 20 tháng 1, 1894 | Vòng 1   | Everton | A   | 1 – 7       | McNaught        | 10,000            |

## Manchester Senior Cup
| Thời gian          | Vòng đấu | Đối thủ          | H/A | Tỷ số Bt-Bb | Cầu thủ ghi bàn | Số lượng khán giả |
| ------------------ | -------- | ---------------- | --- | ----------- | --------------- | ----------------- |
| 3 tháng 2 năm 1894 | Vòng 1   | Bolton Wanderers | A   | 2 – 3       | Farman, Graham  | 2,000             |